# Lepidochitona corrugata
Lepidochitona corrugata is een keverslak uit de familie Ischnochitonidae.
Lepidochitona corrugata wordt tot 16 mm lange en is kleiner dan L. cinerea. De schelp is gewoonlijk versleten en overgroeid, met twee karakteristieke, duidelijke marginale ribben aan iedere kant.
Deze soort komt voor in de Middellandse Zee en aan de westelijke en zuidelijke kusten van Portugal.